# Chokri El Ouaer
Chokri El Ouaer (arabe : شكري الواعر), né le 15 août 1966 à Tunis, est un footballeur tunisien qui a joué au poste de gardien de but avec l'équipe de Tunisie et l'Espérance sportive de Tunis.
Il a occupé le poste de directeur sportif de la section football de l'Espérance sportive de Tunis en 2007. En 2011, il est inscrit sur la liste de l'Union patriotique libre, dans la première circonscription de Tunis, en vue de l'élection de l'assemblée constituante.

## Carrière

### Clubs
- 1986-2001 : Espérance sportive de Tunis (Tunisie)
- 2001-2002 : Genoa CFC (Italie)
- 2002 : Espérance sportive de Tunis (Tunisie)

### Équipe nationale
El Ouaer est gardien titulaire de l'équipe nationale tunisienne pendant près de dix ans et participe avec elle aux coupes d'Afrique des nations 1994, 1996, 2000 et 2002. Il participe à la coupe du monde 1998 mais rate celle de 2002 à cause de problèmes au dos. Il est donc remplacé par Ali Boumnijel.
Il est l'artisan de la qualification tunisienne en quarts de finale de la coupe d'Afrique des nations 1996 en arrêtant les deux premiers penalties face au Gabon et en transformant le quatrième penalty victorieux.

## Palmarès

### Titres
- Championnat de Tunisie : 1988, 1989, 1991, 1993, 1994, 1998, 1999, 2000, 2001, 2002
- Coupe de Tunisie : 1989, 1991, 1997, 1999
- Coupe de la CAF : 1997
- Supercoupe de la CAF : 1995
- Coupe des clubs champions africains : 1994
- Coupe d'Afrique des vainqueurs de coupe : 1998
- Coupe afro-asiatique des clubs : 1995
- Coupe des clubs champions arabes : 1993
- Meilleur gardien de la compétition lors de la coupe des clubs champions arabes : 1996
- Meilleur sportif tunisien : 2000

### Deuxième place
- Coupe d'Afrique des nations : 1996